# Aizumi (Tokushima)
Aizumi (藍住町 Aizumi-chō?) es un pueblo localizado en la prefectura de Tokushima, Japón. En junio de 2019 tenía una población estimada de 35.054 habitantes y una densidad de población de 2.155 personas por km². Su área total es de 16,27 km².

## Historia
Durante la era Muromachi (1336 a 1573), el señor feudal que controlaba la provincia de Awa estableció su residencia y base administrativa en Shozui en el siglo XV y la zona pronto se convirtió en un importante centro político y cultural en Shikoku.
Al final del periodo Sengoku (Reinos Combatientes), el clan Hosokawa fue depuesto por el Señor Miyoshi cuya familia tuvo el Shogunato Muromachi. Señor Muromachi controlaba la región hasta que fue a su vez depuesto cuando Chosokabe Motochika de Tosa (prefectura de Kōchi) obtuvo el control de Awa.
Durante el siglo XVII la ciudad de Tokushima reemplazó a Shozui como el principal centro administrativo de Tokushima y el área se redujo durante los siglos siguientes con la mayoría del importante desarrollo en la región que tendrá lugar en la ciudad de Tokushima, al sur de la de Yoshinogawa. Así, durante mucho tiempo Aizumi fue una zona rural, agrícola, con poco desarrollo urbano.
El sitio significativo histórico de parque del "castillo Shozui" se puede encontrar en el este de la ciudad. El parque del castillo Shozui es el sitio de las ruinas del castillo Shozui. Este castillo fue el baluarte de la que varios señores históricos como Señor Hosokawa y el Señor Miyoshi gobernaron la Provincia de Awa, (ahora se conoce como la Prefectura de Tokushima), durante la era Muromachi (1336 a 1573).

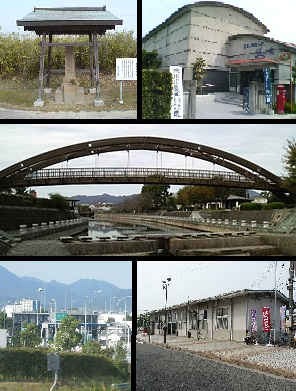
Montaje de puntos de interés de Aizumi.

## Geografía
Aizumi está situado en el lado norte de la zona aguas abajo del río Yoshino, que fluye a través del centro de Tokushima. La ciudad está situada alrededor de la mitad del distrito de Itano en una zona de delta que rodea el lugar del viejo castillo de  Yoshinogawa. En 5,17 metros sobre el nivel del mar, es una zona muy plana sin zonas montañosas que se encuentren dentro de los límites del distrito de la ciudad.
Al sur de la ciudad a través del Yoshinogawa encuentra la ciudad de Tokushima, y en dirección noroeste, en el otro lado del antiguo río Yoshino, están Itano y Naruto. En el este Kitajima.

### Localidades circundantes
- Prefectura de Tokushima
  - Itano
  - Kamiita
  - Kitajima
  - Naruto
  - Tokushima

## Demografía
Según los datos del censo japonés, esta es la población de Aizumi en los últimos años.
| 1995   | 2000   | 2005   | 2010   | 2015   |
| ------ | ------ | ------ | ------ | ------ |
| 28.408 | 30.368 | 32.286 | 33.338 | 34.626 |

## Clima
La temperatura del aire media anual es de 15.7 grados celsius, la temperatura está en su punto más bajo en enero, cuando la temperatura media es comparativamente cálida de 5.2 grados. La precipitación media anual es de 1.586,6 mm, y la descarga mensual promedio es de 132.2mm. Durante el invierno, el flujo mensual promedio es de 50 mm a lo largo de la temporada, con un toque del clima de tipo del Mar interior de Seto presente.

## Lugares de interés
- Parque del antiguo castillo Shozuijo
- Shoboji Templo del río.
- Rosaleda de Aizumi
- Río Yoshino

## Galería

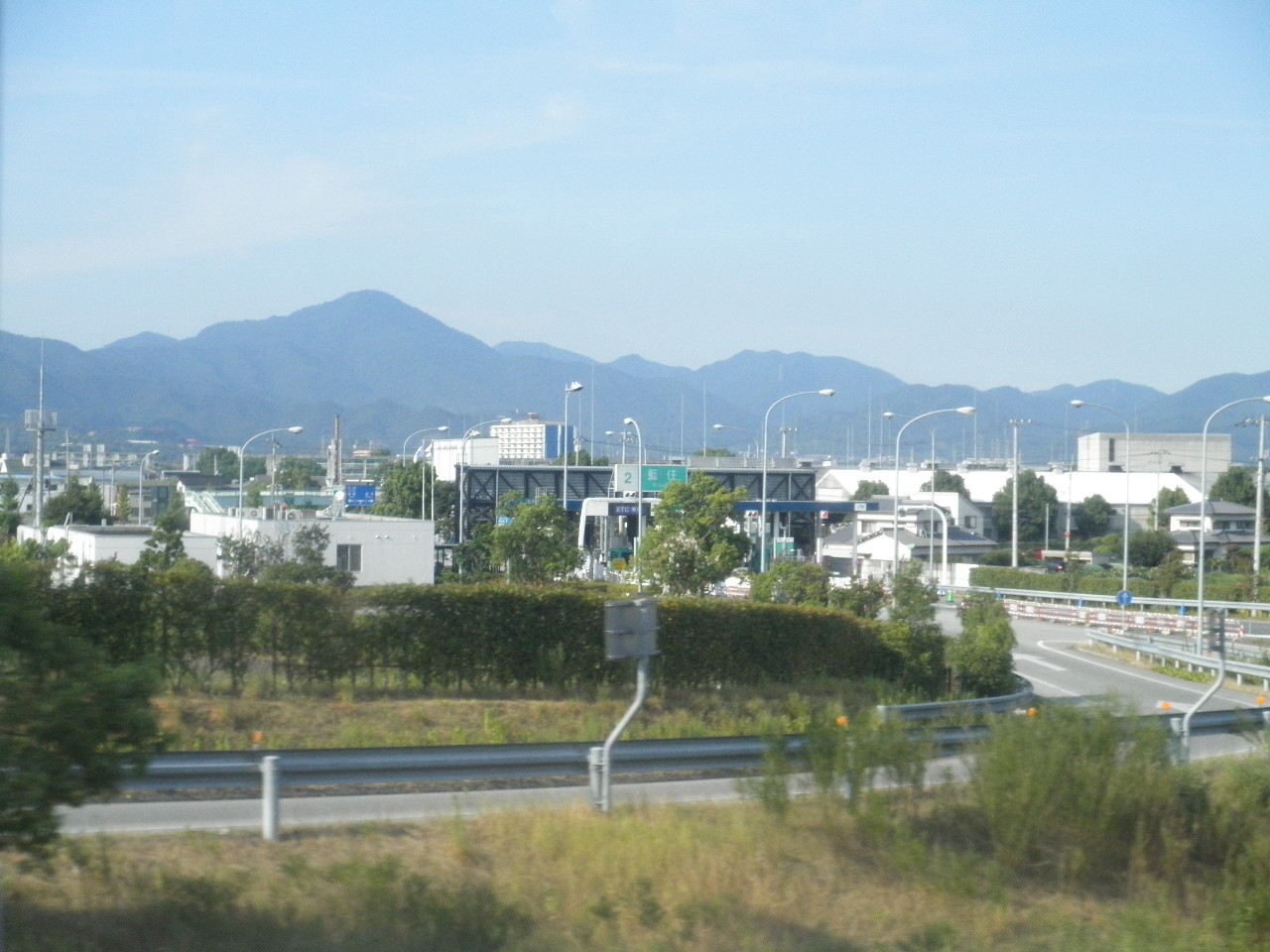
Vista de Aizumi.
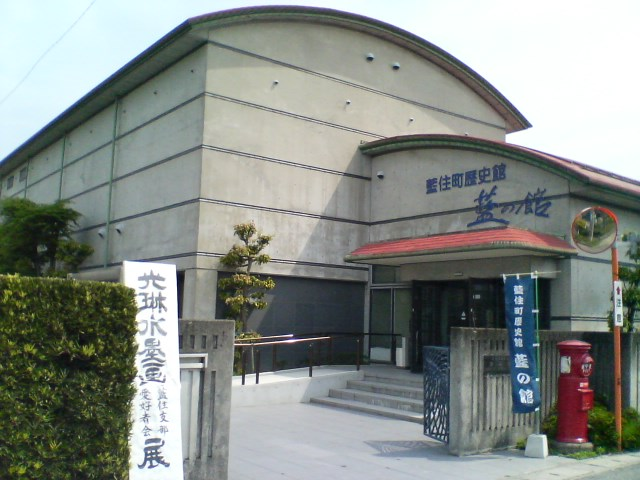
Aizumi Ai no Yakata.
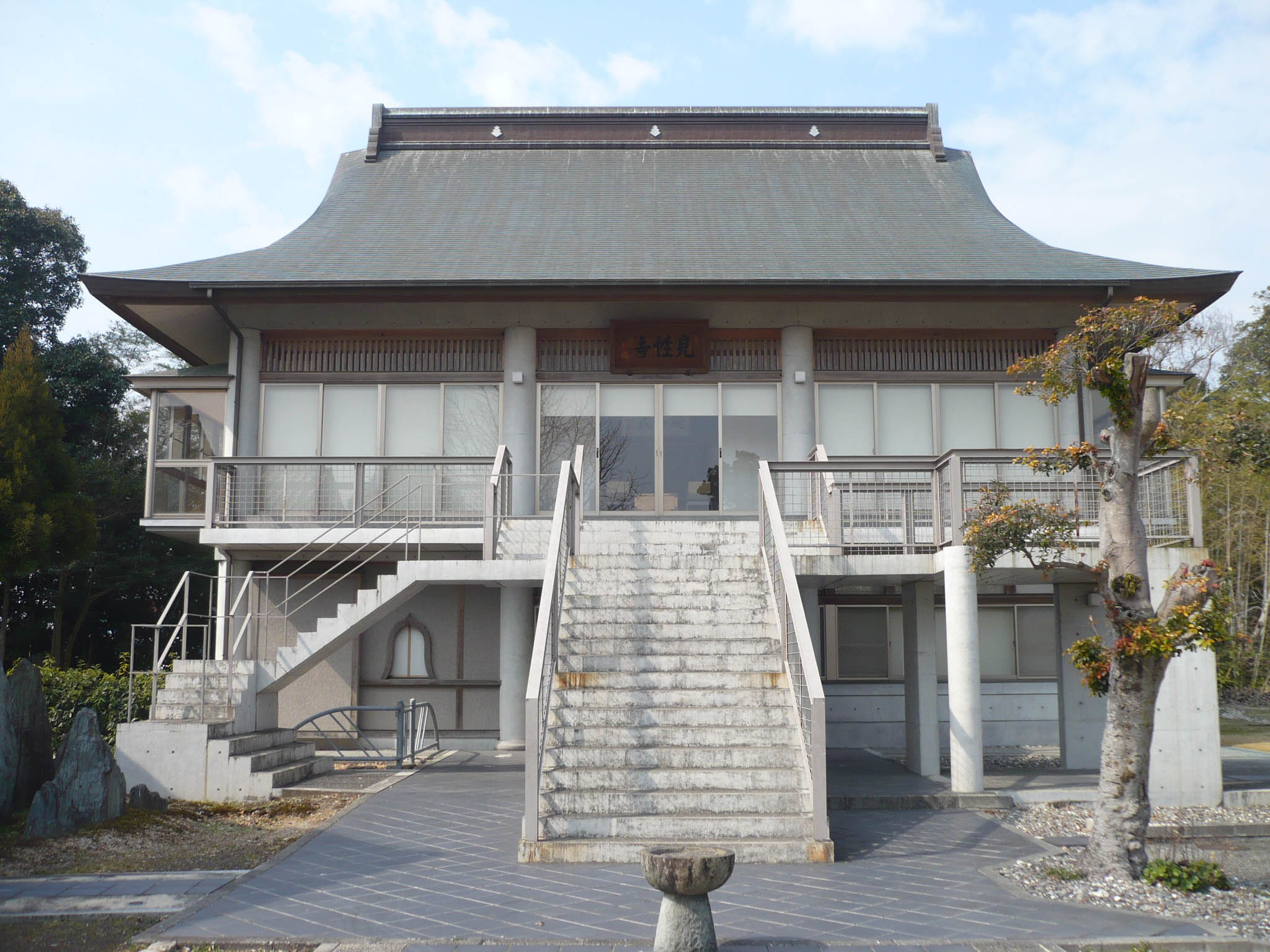
Parque del castillo Shozuijo.
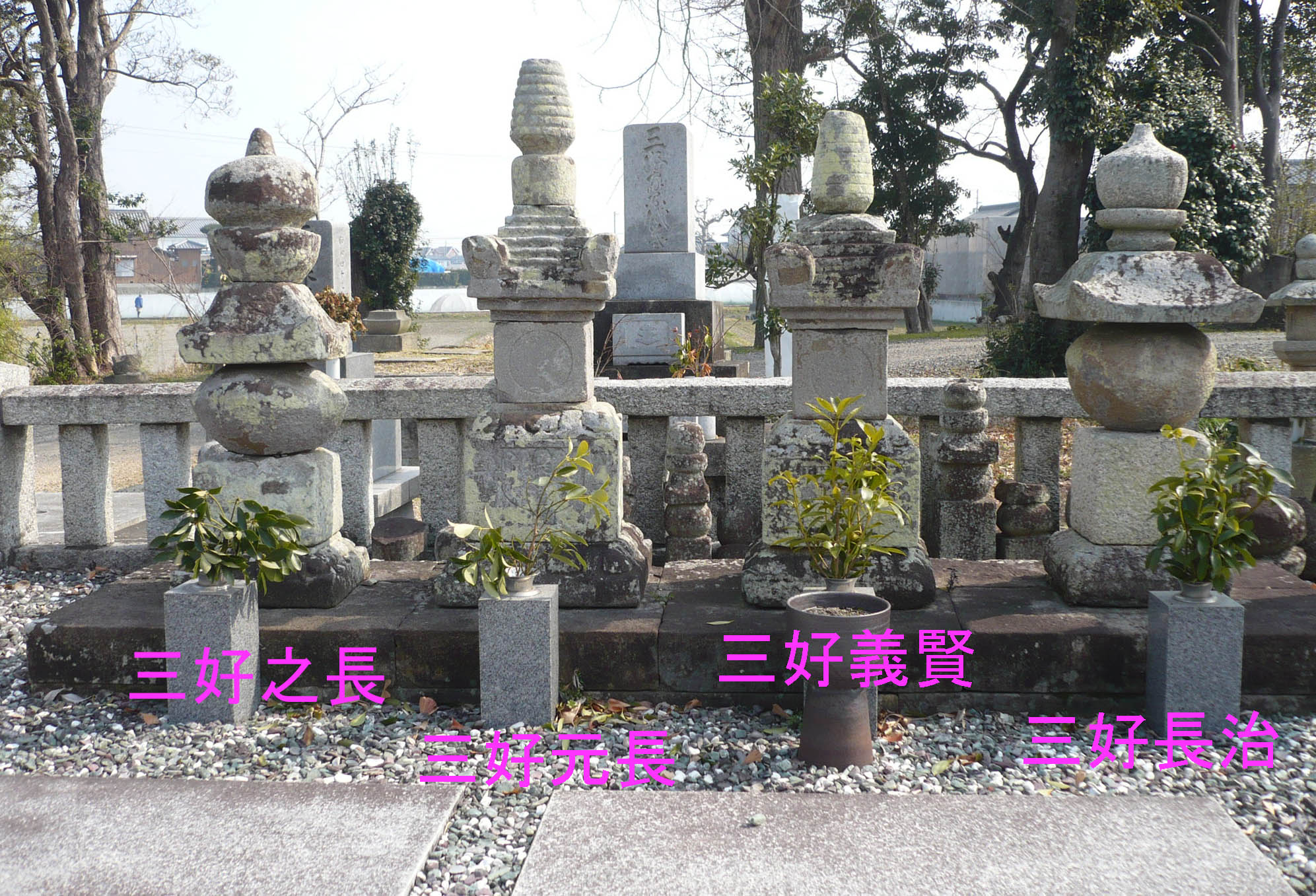
Parque del castillo Shozuijo.